# Newington (Nou Hampshire)
Newington és una població dels Estats Units a l'estat de Nou Hampshire. Segons el cens del 2007 tenia 803 habitants.

## Demografia
Segons el cens del 2000, Newington tenia 775 habitants, 294 habitatges, i 209 famílies. La densitat de població era de 35,8 habitants per km².
Dels 294 habitatges en un 28,2% hi vivien nens de menys de 18 anys, en un 59,5% hi vivien parelles casades, en un 6,8% dones solteres, i en un 28,9% no eren unitats familiars. En el 21,8% dels habitatges hi vivien persones soles el 8,2% de les quals corresponia a persones de 65 anys o més que vivien soles. El nombre mitjà de persones vivint en cada habitatge era de 2,55 i el nombre mitjà de persones que vivien en cada família era de 3,01.
Per edats la població es repartia de la següent manera: un 21,9% tenia menys de 18 anys, un 4,6% entre 18 i 24, un 28,4% entre 25 i 44, un 32,1% de 45 a 60 i un 12,9% 65 anys o més.
L'edat mediana era de 43 anys. Per cada 100 dones de 18 o més anys hi havia 93,9 homes.
La renda mediana per habitatge era de 59.464$ i la renda mediana per família de 76.202$. Els homes tenien una renda mediana de 48.750$ mentre que les dones 30.250$. La renda per capita de la població era de 30.172$. Entorn del 5% de les famílies i el 4,6% de la població estaven per davall del llindar de pobresa.